# A.C. Cuneo 1905
Associazione Calcio Cuneo 1905 là một câu lạc bộ bóng đá Ý, có trụ sở tại Cuneo, Piemonte. Câu lạc bộ hiện đang chơi ở Serie C sau khi thăng hạng nhờ chức vô địch bảng A mùa giải 2016-17 của Serie D.

## Lịch sử
Câu lạc bộ được thành lập vào năm 1905 với tên Unione Sportiva Alta Italia, lấy tên hiện tại từ năm 1998. Đội bóng đã chơi ở Serie C từ 1938 đến 1943 và từ 1946 đến 1948. Cuneo đã chơi ở Serie B trong mùa giải 1945-46 với tên Cuneo Sportiva. Đội bóng đã chơi ở Serie C2 từ 1989 đến 1992 với tên Cuneo Sportiva, từ 2005 đến 2008 và Lega Pro Seconda Divisione trong mùa 2011-12.

### Scudetto Dilettanti 2010-11
Cuneo trong mùa giải 2010-11, từ Serie D, nhóm A đã được thăng cấp lên Lega Pro Seconda Divisione, chinh phục cả Scudetto Dilettanti.

### Lega Pro (2011-14)
Trong mùa 2011-12 của Lega Pro Seconda Divisione, câu lạc bộ đã được thăng hạng lên Lega Pro Prima Divisione sau 64 năm, đánh bại Virtus Entella 5-2 trong trận đá lại play-off sau khi hai đội hòa 1-1 ở trận đầu tiên. Câu lạc bộ xuống hạng trở lại tại Seconda Divisione vào năm 2013 và Serie D vào năm 2014.

## Danh hiệu
- Serie D:
  - Vô địch (3): 2010111, 20141
- Scudetto Dilettanti:
  - Vô địch (1): 20101111 [2]

## Đội hình hiện tại
Tính đến 31 tháng 1 năm 2019
Ghi chú: Quốc kỳ chỉ đội tuyển quốc gia được xác định rõ trong điều lệ tư cách FIFA. Các cầu thủ có thể giữ hơn một quốc tịch ngoài FIFA.
| Số | VT | Quốc gia | Cầu thủ                            |
| -- | -- | -------- | ---------------------------------- |
| 1  | TM | Ý        | Alessandro Gozzi                   |
| 2  | HV | Albania  | Shaqir Tafa                        |
| 3  | HV | Ý        | Luca Bertoldi                      |
| 4  | HV | Ý        | Andrea Cristini                    |
| 5  | TV | Tanzania | Carte Said (mượn từ Ascoli)        |
| 6  | HV | Ý        | Simone Pecorini                    |
| 7  | TĐ | Ý        | Davide Arras                       |
| 8  | TV | Gambia   | Yusupha Bobb (mượn từ Chievo)      |
| 9  | TĐ | Ý        | Edoardo Defendi                    |
| 10 | TĐ | Ý        | Giuseppe Caso (mượn từ Fiorentina) |
| 11 | TĐ | Ý        | Michele Emmausso (mượn từ Genoa)   |
| 13 | HV | Ý        | Fabiano Santacroce                 |

| Số | VT | Quốc gia             | Cầu thủ                             |
| -- | -- | -------------------- | ----------------------------------- |
| 14 | TV | Bosna và Hercegovina | Ćazim Suljić (mượn từ Crotone)      |
| 15 | TĐ | Gambia               | Sulayman Jallow                     |
| 16 | TĐ | Ý                    | Nicola Alvaro                       |
| 17 | TV | Ý                    | Francesco Ferrieri                  |
| 19 | HV | Ý                    | Giorgio Spizzichino (mượn từ Lazio) |
| 20 | TV | Thụy Sĩ              | Théo Reymond                        |
| 21 | HV | Ý                    | Alessandro Castellana               |
| 22 | TM | Ý                    | Daniele Cardelli (mượn từ Pisa)     |
| 23 | HV | Ý                    | Raffaele Celia (mượn từ Sassuolo)   |
| 24 | TV | Ý                    | Simone Paolini (mượn từ Ascoli)     |
| 27 | TĐ | Maroc                | Hicham Kanis (mượn từ Novara)       |
| 33 | HV | România              | Vlad Marin                          |

### Cầu thủ khác còn hợp đồng
Ghi chú: Quốc kỳ chỉ đội tuyển quốc gia được xác định rõ trong điều lệ tư cách FIFA. Các cầu thủ có thể giữ hơn một quốc tịch ngoài FIFA.
| Số | VT | Quốc gia | Cầu thủ          |
| -- | -- | -------- | ---------------- |
| —  | TM | Ý        | Leonardo Costa   |
| —  | TM | Ý        | Angelo Di Stasio |

| Số | VT | Quốc gia | Cầu thủ     |
| -- | -- | -------- | ----------- |
| —  | HV | Ý        | Fabio Ficco |

### Cho mượn
Ghi chú: Quốc kỳ chỉ đội tuyển quốc gia được xác định rõ trong điều lệ tư cách FIFA. Các cầu thủ có thể giữ hơn một quốc tịch ngoài FIFA.
| Số | VT | Quốc gia | Cầu thủ                            |
| -- | -- | -------- | ---------------------------------- |
| —  | HV | Ý        | Giacomo Bacigalupo (tại Lavagnese) |

| Số | VT | Quốc gia | Cầu thủ                           |
| -- | -- | -------- | --------------------------------- |
| —  | HV | Ý        | Simone Battisti (tại Cheraschese) |